# Вирунга (фильм)
«Вирунга» (англ. Virunga) — документальный фильм режиссёра Орландо фон Айнсидела, вышедший на экраны в 2014 году.

## Сюжет
Фильм рассказывает о событиях, происходивших в 2012 году вокруг национального парка Вирунга, где обитает одна из последних популяций горных горилл. Группа рейнджеров под руководством директора парка Эммануэля де Мерода с риском для жизни защищает охраняемую государством территорию от браконьеров. Тем временем, в регионе начинает действовать британская нефтяная компания SOCO International, планирующая добычу нефти на территории парка. Французская журналистка Мелани Губи в результате своего расследования выясняет, что компания организует подкуп должностных лиц, а также сотрудничает с повстанческой группировкой M23. Вскоре мятежники начинают наступление на правительственные войска, боевые действия непосредственно затрагивают территорию заповедника.

## Награды и номинации
- 2014 — номинация на Премию британского независимого кино за лучший документальный фильм.
- 2015 — Премия Пибоди.
- 2015 — номинация на премию «Оскар» за лучший полнометражный документальный фильм (Джоанна Натасегара, Орландо фон Айнсидел).
- 2015 — номинация на премию BAFTA за лучший документальный фильм (Джоанна Натасегара, Орландо фон Айнсидел).
- 2015 — премия «Эмми» за лучшую операторскую работу для документального фильма (Франклин Доу), а также номинация за лучший документальный фильм.
- 2015 — премия «Спутник» за лучшую оригинальную песню (J. Ralph за песню «We Will Not Go»), а также номинация за лучший документальный фильм.
- 2015 — номинация на премию Гильдии режиссёров США за лучшую режиссуру документального фильма (Орландо фон Айнсидел).
- 2015 — номинация на премию «Независимый дух» за лучший документальный фильм (Джоанна Натасегара, Орландо фон Айнсидел).
- 2015 — номинация на премии Шанхайского кинофестиваля и кинофестиваля «Трайбека» за лучший документальный фильм (Орландо фон Айнсидел).